# Corey Kluber
Corey Scott Kluber, soprannominato "Klubot" (Birmingham, 10 aprile 1986), è un giocatore di baseball statunitense, lanciatore partente per i Boston Red Sox della Major League Baseball (MLB).

## Carriera
Kluber fu scelto dai San Diego Padres nel quarto giro del draft 2007. Fu scambiato coi Cleveland Indians il 31 luglio 2010, in uno scambio a tre che coinvolse anche i St. Louis Cardinals Debuttò nella MLB il 1º settembre 2011, al Progressive Field di Cleveland contro gli Oakland Athletics.

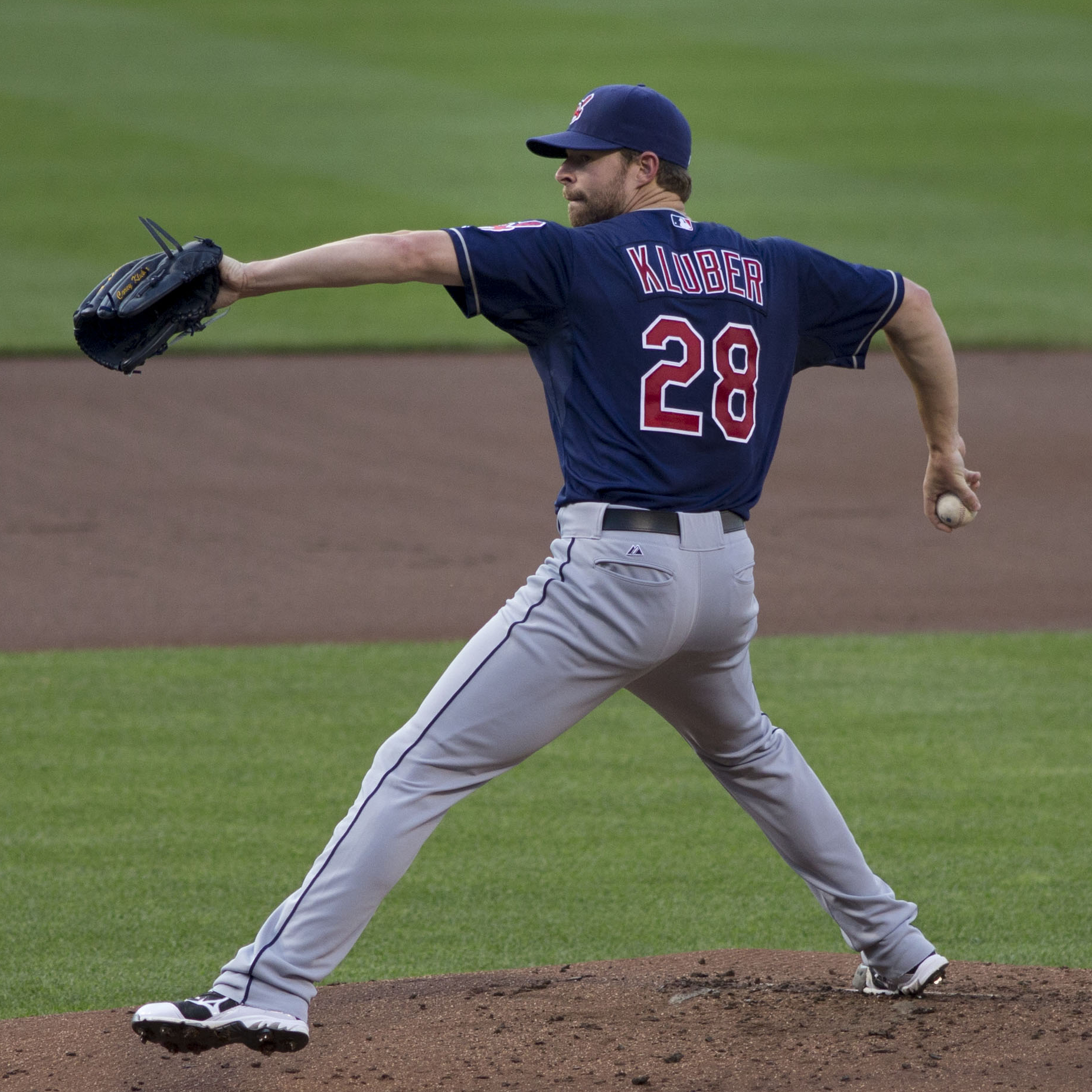
Kluber nel 2013

IL 16 aprile, 2013, Kluber lanciò per otto inning senza concedere punti nella vittoria per 2–0 sui Washington Nationals. Per quella prestazione fu premiato come miglior lanciatore dell'American League della settimana. Il 22 settembre 2013 divenne il primo lanciatore a  mandare strikeout 14 battitori in due partenze consecutive come titolare da Randy Johnson nel 2004. La sua annata si chiuse 11 vittorie e 5 sconfitte, con una media PGL di 3.85.
Kluber fu nominato lanciatore della settimana che si concluse il 21 settembre 2014 e poi miglior lanciatore di quello stesso mese. Concluse l'annata con un record di 18-9 e una media PGL di 2.44. Le sue 18 vittorie guidarono l'American League al pari di Max Scherzer e Jered Weaver e la sua media PGL fu la terza migliore della lega. Mandò anche strikeout 269 battitori, il secondo risultato della MLB dietro ai 271 di David Price. Anche se gli Indians mancarono i playoff, la stagione 2014 culminò con la vittoria del Cy Young Award, battendo Félix Hernández con un margine ristretto.
Il 13 maggio 2015, Kluber ebbe un record in carriera di 18 strikeout nella vittoria sui Cardinals. Così facendo pareggiò anche il record di franchigia di Bob Feller stabilito nel 1938, 77 anni prima. Malgrado una media PGL di 3.49 e 245 strikeout, Kluber soffrì di poco sostegno da parte dei battitori degli Indians, finendo il 2015 con un bilancio di 9–16.
Kluber il 7 luglio 2016 fu convocato per il suo primo  al posto dell'infortunato Marco Estrada. La sua stagione regolare si chiuse con un record di 18–9 e 3.14 di media PGL. Fu nominato finalista del Cy Young Award, chiudendo al terzo posto dietro a Rick Porcello e Justin Verlander. Quell'anno con gli Indians raggiunse le World Series 2016, dove la sua squadra fu sconfitta dai Chicago Cubs per 4 gare a 3, malgrado si fosse trovata in vantaggio per tre gare a una. In tre partenze nella serie per il titolo ottenne due vittorie in gara 1 e gara 3, mentre nella decisiva settima gara la sconfitta fu accreditata a un suo compagno.
Il 3 maggio 2017, Kluber fu inserito in lista infortunati a causa di un infortunio alla schiena dopo sei gare come partente sotto la media. Dopo essere stato premiato come lanciatore del mese a giugno, 2 luglio fu convocato per il secondo All-Star Game della carriera. Il 3 agosto mise a segno 11 strikeout e concesse solo 3 valide lanciando una gara completa nella vittoria per 5-1 sui New York Yankees. Ad agosto fu premiato come lanciatore della mese della AL dopo un record parziale di 5-1 e una media PGL di 1.96.
Kluber fece registrare il suo terzo shutout della stagione lanciando 12 strikeout il 12 settembre contro i Detroit Tigers, dando agli Indians la ventesima vittoria consecutiva che pareggiò il record dell'American League.  In 22 gare da partente dal 1º giugno fino alla penultima partita, la sua media PGL fu di 1.62. A settembre, per la terza volta in stagione, fu premiato come lanciatore del mese. Gli Indians chiusero la stagione guidando la propria lega con 102 vittorie ma furono eliminati nel secondo turno di playoff dagli Yankees. In quella che fu la sua stagione più dominante a livello statistico, Kluber chiuse guidando la MLB (in solitaria o a pari merito) in media PGL (2.25), vittorie (18), gare complete (5), shutout (3), WHIP (0.869), rapporto tra strikeout e basi su ball (7.36), ERA+ (202) e WAR per i lanciatori (8.0). La sua media PGL fu la migliore per un lanciatore del club da Gaylord Perry nel 1972 (1.92). A fine anno fu premiato con il suo secondo Cy Young Award ottenendo 28 voti su 30 per il primo posto
Il 15 dicembre 2019, gli Indians scambiarono Kluber più una somma in denaro con i Texas Rangers per i giocatori Delino DeShields Jr. e Emmanuel Clase.
Il 26 luglio 2020, Kluber debuttò con i Rangers ma dopo un solo inning avvertì dolore alla spalla e uscì dal gioco. Successivamente gli venne diagnosticato uno strappo al muscolo grande rotondo, che lo costrinse a chiudere la stagione in anticipo.
Il 27 gennaio 2021, Kluber firmò un contratto di un anno del valore di 11 milioni di dollari con i New York Yankees. Il 27 maggio, venne inserito nella lista infortunati per un problema alla spalla destra. A metà luglio venne assegnato nella minor league a scopo riabilitativo e tornò ad essere schierato nella MLB il 30 agosto. Chiusa la stagione con 80.0 inning disputati in 16 partite, divenne free agent.
Il 1º dicembre 2021, Kluber firmò un contratto annuale del valore di 8 milioni di dollari con i Tampa Bay Rays, con ulteriori 5 milioni ottenibili in base alle prestazioni.
Il 28 dicembre 2022 firma un contratto annuale con i Boston Red Sox.

## Palmarès
- Cy Young Award: 2

2014, 2017
- MLB All-Star: 3

2016, 2017, 2018
- Capoclassifica dell'American League in vittorie: 2

2014, 2017
- Capoclassifica della MLB in media PGL: 1

2017
- Giocatore del mese: 5

AL: settembre 2014, agosto 2016, giugno, agosto e settembre 2017
- Giocatore della settimana: 6

AL: 16 giugno 2013, 21 settembre 2014, 25 giugno e 17 settembre 2017, 2 maggio e 23 maggio 2021